# Lève-toi et marche
Lève-toi et marche est un roman d'Hervé Bazin publié en 1952.

## Résumé
Constance, paraplégique depuis un bombardement de 1944, vit chez sa tante et tape des textes à la machine. Désormais tout son corps se paralyse peu à peu, jusqu'à la mort.